# Eupithecia unicolor
Eupithecia unicolor är en fjärilsart som beskrevs av Louis Beethoven Prout 1915. Eupithecia unicolor ingår i släktet Eupithecia och familjen mätare. Inga underarter finns listade i Catalogue of Life.